# Dzierzązna (powiat poddębicki)
Dzierzązna – wieś w Polsce położona w województwie łódzkim, w powiecie poddębickim, w gminie Poddębice.
W latach 1975–1998 miejscowość należała administracyjnie do województwa sieradzkiego.
Na cmentarzu w Zygrach znajduje się grobowiec z podziemną kryptą. Pochowano tu Wawrzyńca Piotrowskiego (l. 75 - zm. w 1948) z Dzierzązny – być może właściciela tamtejszego majątku. Na epitafium użyto formy "Dzierzążna".